# Acueducto de los Diecisiete Arcos
El acueducto de los Diecisiete Arcos es una obra hidráulica ubicada en el término municipal de Lorca (Región de Murcia, España), concretamente en la pedanía de Parrilla. El acueducto, que cruza la rambla del mismo nombre o rambla de Romí, forma parte de la Real Acequia de Alcalá, que nace en el Partidor de la Mina y que por un trazado de 7 km lleva el agua al Heredamiento de Sutullena.
La Real Acequia de Alcalá, de origen árabe, fue renovada entre los años 1785 y 1791 debido a la construcción de los pantanos de Puentes y Valdeinfierno. Es en esta época cuando se construye el acueducto que sustituye a uno precedente de veintinueve arcos, que regularmente experimentaba fuertes deterioros causados por las fuertes avenidas.
El proyecto y la dirección de la obra corrieron a cargo del arquitecto Jerónimo Martínez de Lara.

## Galería de imágenes

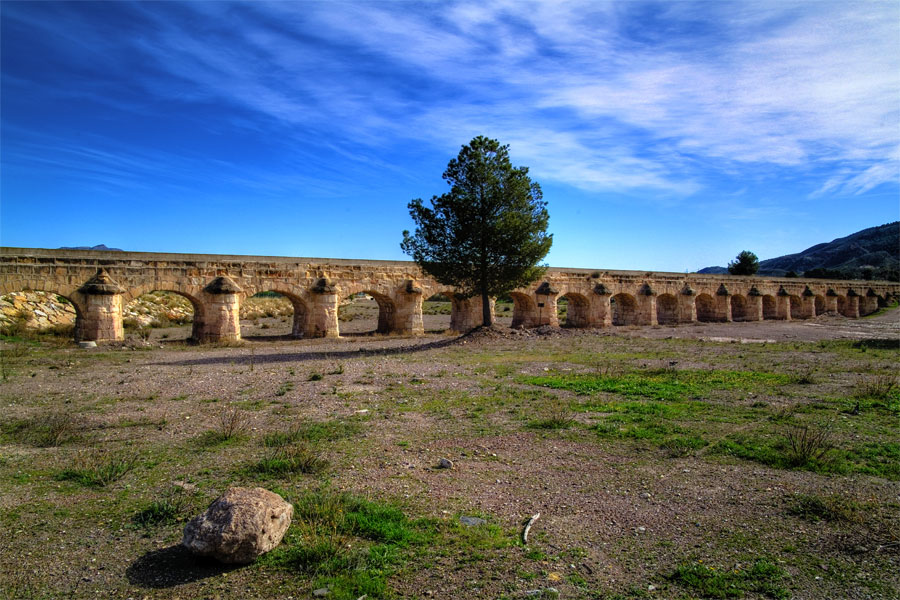
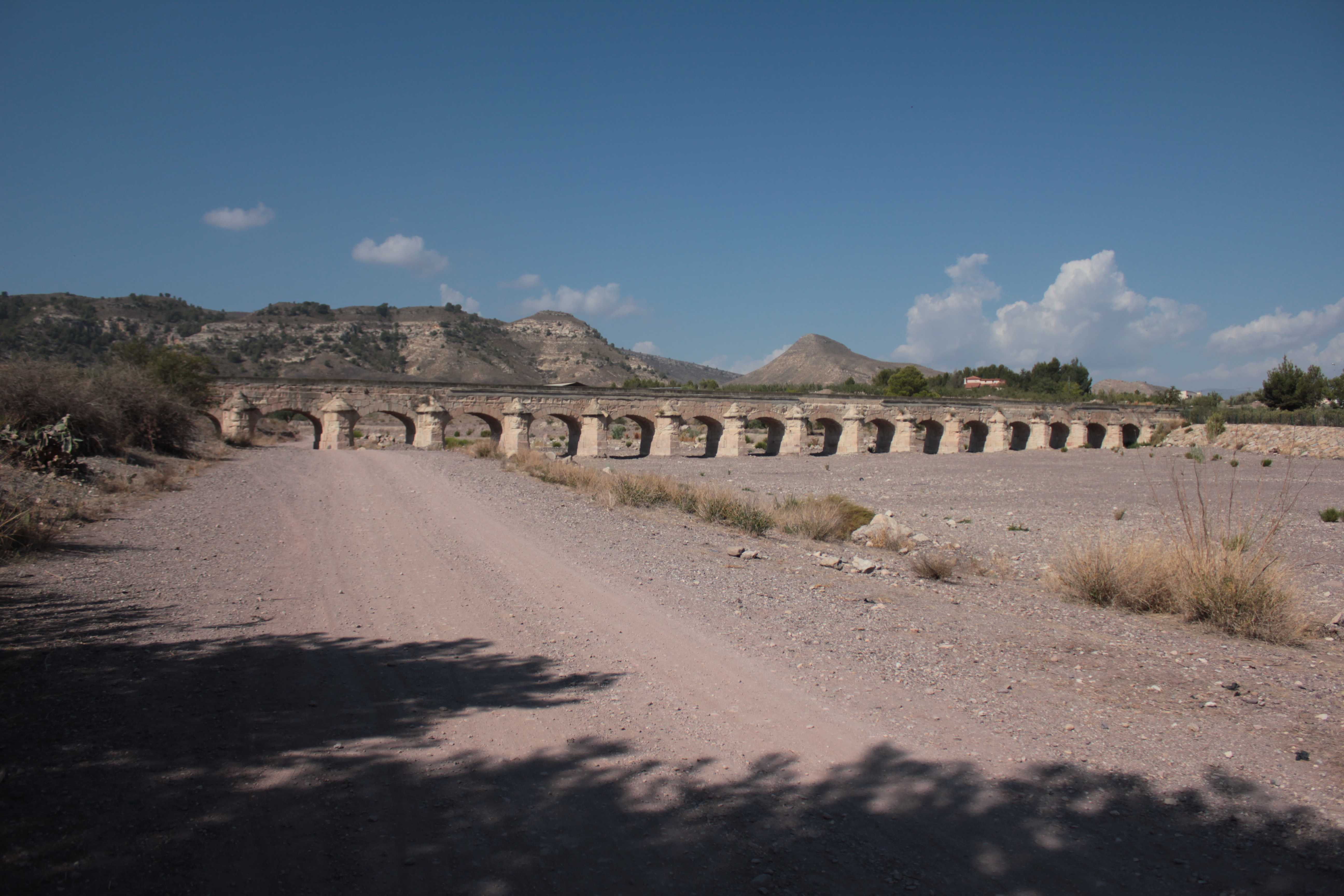
Vista general del acueducto desde aguas abajo.
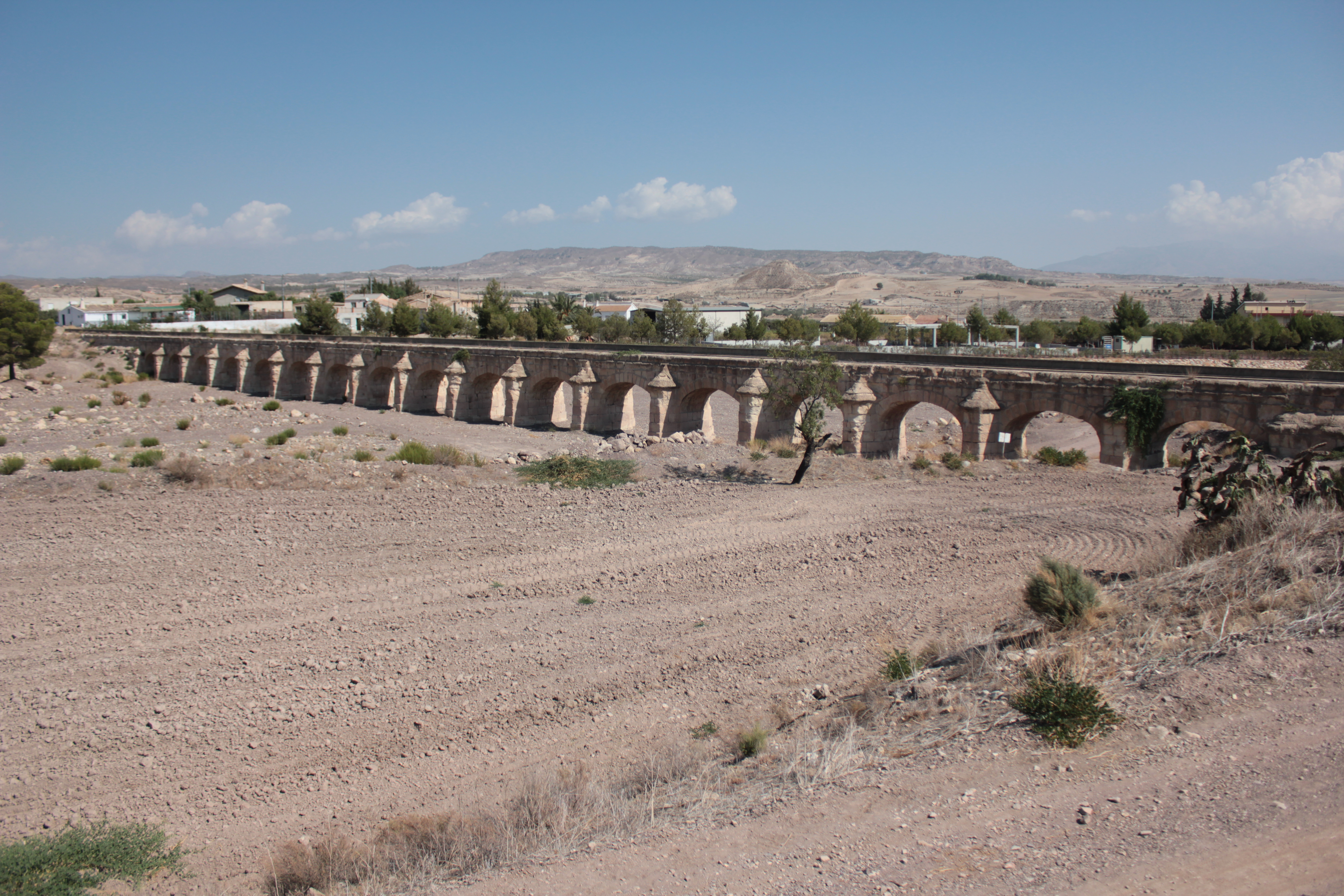
Vista general del acueducto desde aguas arriba.
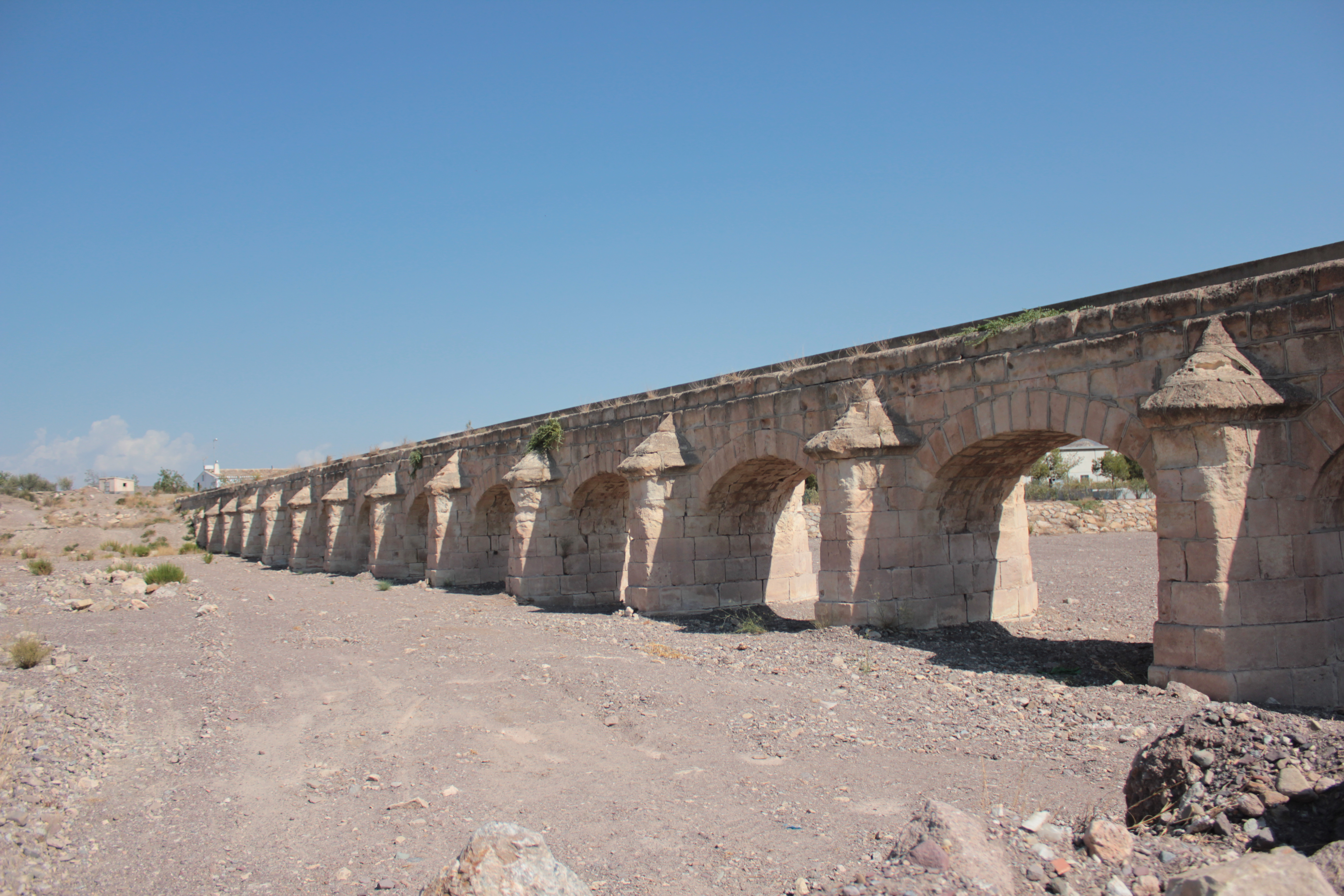
Acueducto desde aguas arriba.
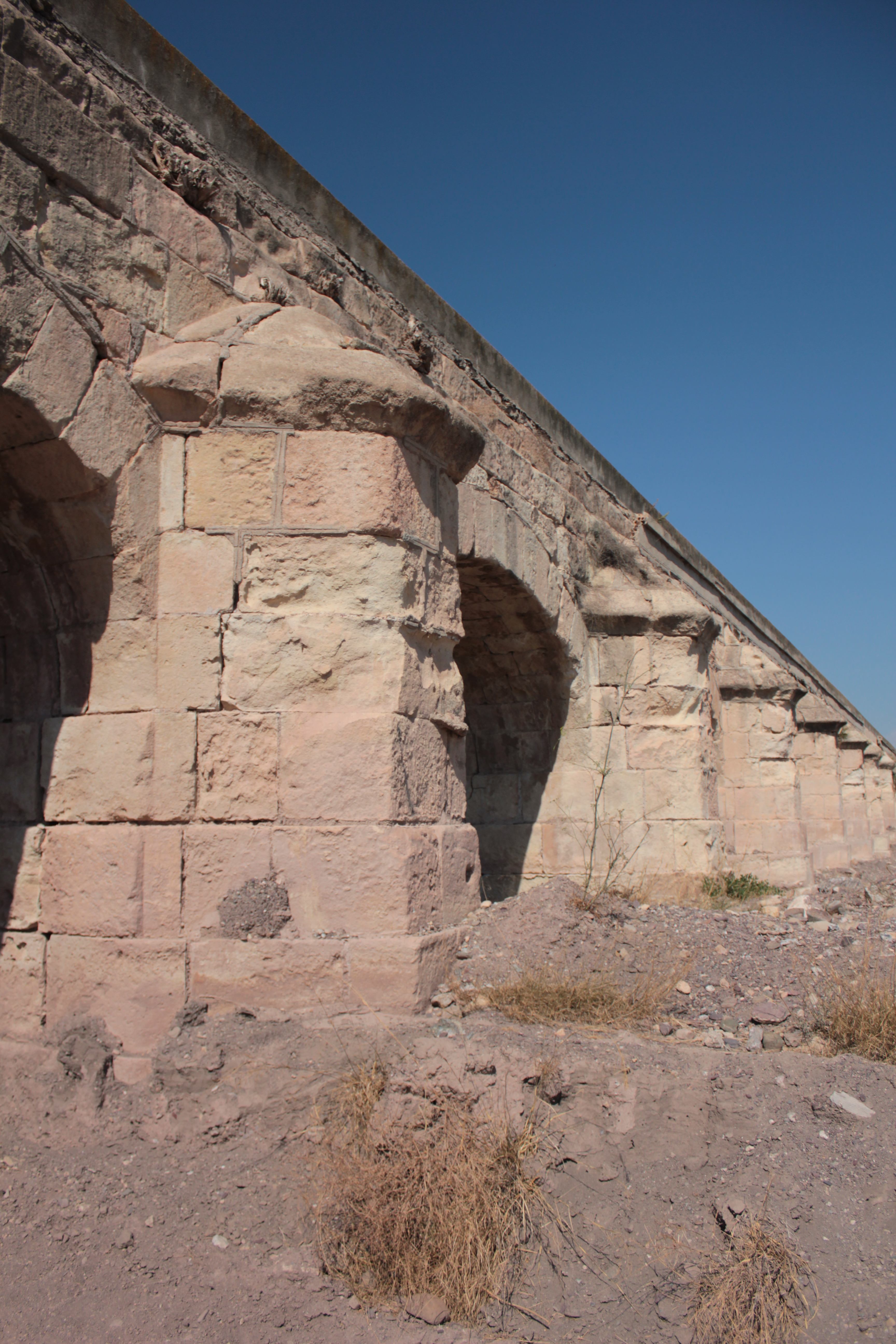
Detalle del tajamar.
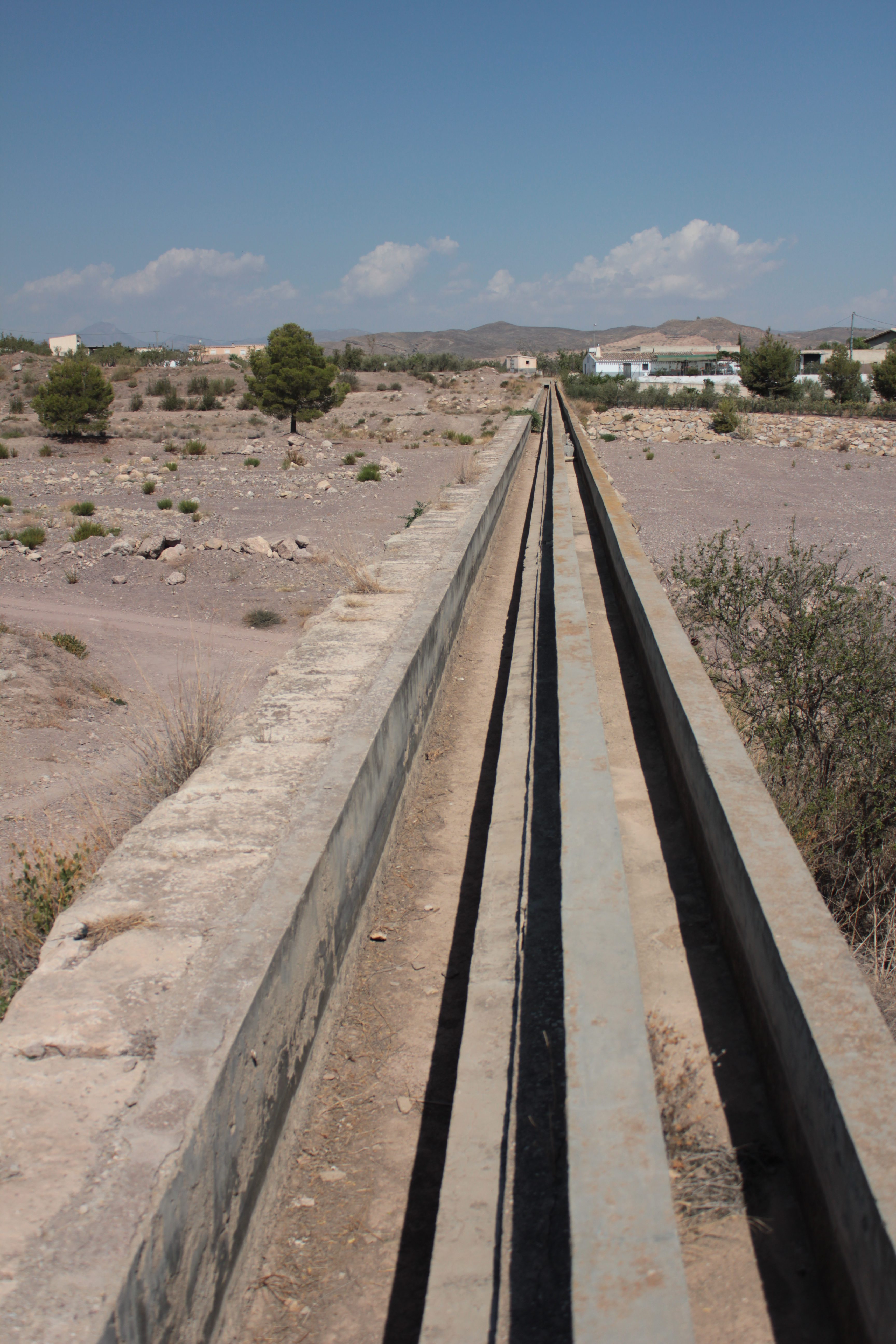
Vista del canalillo central de hormigón.